# ギュルセル・イスマイルザーデ

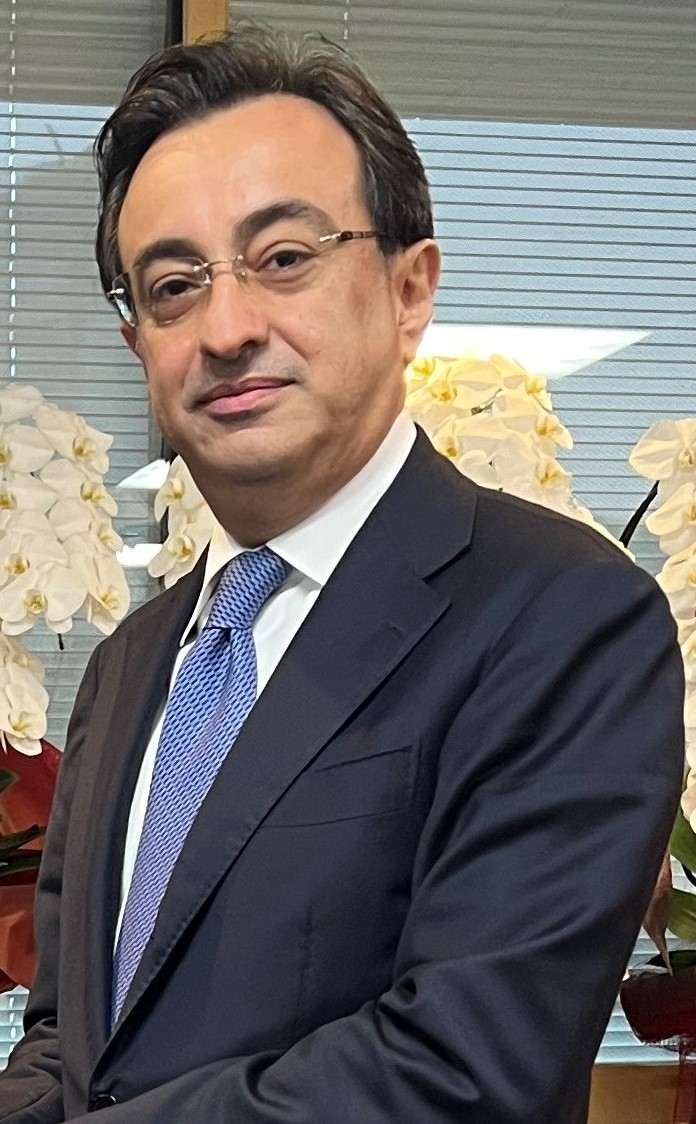
2024年10月

ギュルセル・グドラト・オグル・イスマイルザーデ（アゼルバイジャン語: Gürsel Qüdrət oğlu İsmayılzadə、英語: Gursel Qudrat oglu Ismayilzada、1971年1月15日 - ）は、アゼルバイジャン共和国の外交官。アゼルバイジャン共和国バクー出身。駐日アゼルバイジャン共和国特命全権大使。
イスマイルザーデ大使は、駐日コスタリカ大使アレクサンダー・サラス・アラヤに次いで、平成と令和の二度にわたって信任状を捧呈した二人目の駐日大使である。

## 人物・経歴

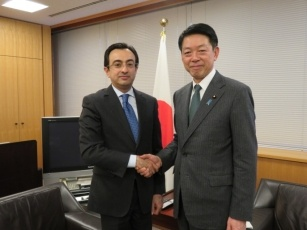
外務副大臣の武藤容治を訪問（2016年1月）

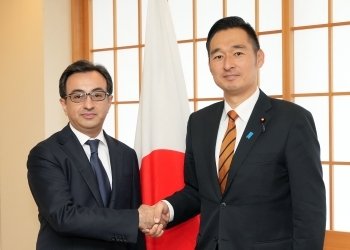
外務大臣政務官の深澤陽一を訪問（2024年12月）

アゼルバイジャン共和国バクー出身。1987年、アゼルバイジャンバクー第62高等学校卒業。1992年、バクー国立大学オリエンタル語学部アラビア語学科卒業。1992年、アゼルバイジャン国立科学アカデミーアラブ諸国研究所研究生。1993年、外務省儀典部3等書記官。1997年、筑波大学留学生センター日本語予備教育コース卒業。2000年、上智大学大学院外国語学研究科国際関係論専攻博士前期課程修了（国際関係論修士号取得）。2004年、上智大学大学院外国語学研究科国際関係論専攻博士後期課程満期退学。
2005年、アゼルバイジャン共和国外務省アジア局東・東南アジア諸国部1等書記官。同年9月、駐日アゼルバイジャン共和国大使館1等書記官。2006年、駐日アゼルバイジャン共和国大使館参事官・副大使。2010年、同外務省アジア局参事官。同年、同外務省・外務大臣補佐官。2011年、駐日アゼルバイジャン共和国特命全権大使。同年12月5日、皇居で皇太子徳仁（当時。令和時代の今上天皇）に信任状を捧呈し、駐日大使として正式に就任した。2019年1月15日、大統領令により駐日大使を解任。
2020年3月12日、イルハム・アリエフ大統領より再度、駐日大使に任命される。同年7月8日、皇居で天皇に信任状を捧呈した。
2020年8月6日、原爆投下から75年目を迎える広島で開催された平和記念式典に参列し、原爆死没者への哀悼と平和への祈りを捧げた。

## インタビュー
- 一般社団法人ロシアNIS貿易会『ロシアNIS調査月報 2014年11月号』pp.74-79 所収「キーパーソンに訊く 明治日本に学ぶアゼルバイジャン : G.イスマイルザーデ駐日アゼルバイジャン共和国特命全権大使」[9][10]